# Karima Delli
Karima Delli (nacida el 4 de marzo de 1979 en Roubaix, Norte) es una política francesa y miembro del Parlamento Europeo elegida en las elecciones europeas de 2009, las elecciones europeas de 2014 y las elecciones europeas de 2019 para la circunscripción de Île-de-France.

## Primeros años y carrera
Nacida de padres argelinos, creció en condiciones pobres en Tourcoing como la novena hija de una familia de 13. Obtuvo una Maestría en Estudios Avanzados en Ciencias Políticas en el IEP de Lille. Durante este período, conoció a la senadora Marie-Christine Blandin, y luego se convirtió en asistente parlamentaria de Blandin.

## Miembro del Parlamento Europeo, 2009-2024
Delli es miembro de Europa Ecología Los Verdes. En las elecciones europeas de 2009, fue la cuarta candidata en la lista Europe Écologie en la región Este y fue elegida para el Parlamento Europeo. Es la segunda eurodiputada francesa más joven después de Damien Abad.
En su primer mandato, Delli sirvió en el Comité de Empleo y Asuntos Sociales. Tras las elecciones de 2014, pasó a la Comisión de Transportes y Turismo, donde se desempeña como coordinadora de su grupo parlamentario. En 2016, fue nombrada vicepresidenta de la investigación del escándalo de emisiones de Volkswagen sobre si la UE debería haber actuado más rápido para abordar el problema.
Además de sus asignaciones en comités, Delli ha sido miembro de las delegaciones del parlamento para las relaciones con India (2009-2019) y China (desde 2019). También es miembro del Intergrupo del Parlamento Europeo sobre Pobreza Extrema y Derechos Humanos, el Intergrupo del Parlamento Europeo sobre Derechos LGBT y el Intergrupo URBAN.

## Posiciones políticas
En una carta al presidente del Parlamento Europeo, David Sassoli, a fines de 2019, Delli e Ismail Ertug pidieron al Parlamento que sancionara a Angel Dzhambazki por haber hecho comentarios xenófobos sobre ellos y, por lo tanto, violado el código de conducta de la legislatura.
Antes de las primarias del movimiento Verde en 2021, Delli respaldó a Yannick Jadot como candidato del movimiento para las elecciones presidenciales francesas en 2022.

## Controversia
Cuando apoyaba a la ZAD (Zone À Défendre) contra una autopista cerca de Estrasburgo en 2018, la policía roció a Delli con gases lacrimógenos en la cara y la boca. Perdió el conocimiento y no pudo asistir a las sesiones parlamentarias al día siguiente. Ella dijo en un comunicado que estaba conmocionada por la violencia de la policía.